# Vägarnas folk gör revolt
Vägarnas folk gör revolt är en amerikansk film från 1942 i regi av Curtis Bernhardt.

## Handling
Filmen följer ett antal jordbruksarbetares hårda liv i Florida.

## Rollista
- Ann Sheridan - Lola Mears
- Ronald Reagan - Steve Talbot
- Richard Whorf - Danny Frazier
- George Tobias - Nick Garcos
- Gene Lockhart - Henry Madden
- Alan Hale - Yippe
- Betty Brewer - Skeeter
- Howard Da Silva - Cully
- Donald MacBride - 'Muckeye' John
- Willard Robertson - Just
- Faye Emerson - Violet Murphy
- Willie Best - Jo-Mo